# Cora (Wyoming)
Cora é uma Região censo-designada localizada no estado norte-americano de Wyoming, no Condado de Sublette.

## Demografia
Segundo o censo norte-americano de 2000, a sua população era de 76 habitantes.

## Geografia
De acordo com o United States Census Bureau tem uma área de
14,0 km², dos quais 14,0 km² cobertos por terra e 0,0 km² cobertos por água. Cora localiza-se a aproximadamente 2241 m acima do nível do mar.

## Localidades na vizinhança
O diagrama seguinte representa as localidades num raio de 48 km ao redor de Cora.